# ياروسلاف فوغل
ياروسلاف فوغل (بالإنجليزية: Jaroslav Vogel)‏ (و. 1894 – 1970 م) هو موزع (موسيقى)، وملحن، ومكرر ‏، وعازف بيانو تشيكي، ولد في بلزن، يستخدم آلات أورغن، توفي في براغ، عن عمر يناهز 76 عاماً.